# Episodi di Breaking Bad (prima stagione)
La prima stagione della serie televisiva Breaking Bad, composta da sette episodi, è stata trasmessa in prima visione negli Stati Uniti d'America dall'emittente AMC dal 20 gennaio al 9 marzo 2008.
In Italia è stata trasmessa in prima visione su AXN dal 15 novembre al 20 dicembre 2008, mentre in chiaro è stata trasmessa dal 4 ottobre al 15 novembre 2010 su Rai 4.
| nº | Titolo originale              | Titolo italiano      | Prima TV USA     | Prima TV Italia  |
| -- | ----------------------------- | -------------------- | ---------------- | ---------------- |
| 1  | Pilot                         | Questione di chimica | 20 gennaio 2008  | 15 novembre 2008 |
| 2  | Cat's in the Bag...           | Senza ritorno        | 27 gennaio 2008  | 22 novembre 2008 |
| 3  | ...And the Bag's in the River | Conseguenze radicali | 10 febbraio 2008 | 29 novembre 2008 |
| 4  | Cancer Man                    | Una malattia scomoda | 17 febbraio 2008 | 6 dicembre 2008  |
| 5  | Gray Matter                   | Materia grigia       | 24 febbraio 2008 | 13 dicembre 2008 |
| 6  | Crazy Handful of Nothin'      | Un pugno di mosche   | 2 marzo 2008     | 17 dicembre 2008 |
| 7  | A No-Rough-Stuff-Type Deal    | Vendetta             | 9 marzo 2008     | 20 dicembre 2008 |

## Questione di chimica
- Titolo originale: Pilot
- Diretto da: Vince Gilligan
- Scritto da: Vince Gilligan

### Trama
In una riserva indiana nel deserto del New Mexico, un uomo in mutande e maschera antigas guida con difficoltà un camper. Sul sedile del passeggero al suo fianco c'è un ragazzo svenuto, anch'egli con la maschera, mentre nel retro del camper ci sono due corpi. A causa della scarsa visibilità della maschera, il camper finisce in un fosso fuori strada e l'uomo esce dal veicolo, sentendo delle sirene in lontananza. Recupera quindi una pistola e una videocamera, con cui lascia un messaggio per le forze dell'ordine: dice di chiamarsi Walter White e di vivere ad Albuquerque, dopodiché dà l'addio alla propria famiglia. Finito di registrare, aspetta l'arrivo della polizia con la pistola in mano.
Tre settimane prima è il cinquantesimo compleanno di Walter, che durante la colazione riceve gli auguri dalla moglie Skyler, incinta, e dal figlio Walter Jr, affetto da paralisi cerebrale e costretto ad usare le stampelle per camminare. Come dimostrato da una targa per il suo contributo ad una ricerca che ha vinto il premio Nobel molti anni prima, Walter è un eccellente chimico, tuttavia lavora solo come insegnante in una scuola superiore, dove ha la netta sensazione di sprecare il suo talento.
Per far fronte alla difficile situazione economica familiare, Walter ha anche un secondo lavoro in un autolavaggio, dove si reca dopo scuola: qui subisce l'umiliazione di dover pulire l'auto allo studente che quella stessa mattina ha rimproverato in classe. Walter torna a casa, dove lo aspetta una festa a sorpresa per il suo compleanno con molti amici, oltre ai suoi cognati Hank e Marie Schrader. Durante la festa, gli invitati ascoltano in tv la notizia di un'operazione antidroga a cui ha partecipato anche Hank, agente appunto dell'unità antidroga DEA: Walt resta impressionato dalla quantità di denaro sequestrato e Hank gli propone di portarlo con lui ad un'operazione, per rendere meno noiosa la sua vita (ormai piatta e priva di soddisfazioni). Il giorno dopo, mentre è all'autolavaggio, Walter ha uno dei suoi frequenti colpi di tosse e sviene; viene allora portato in ospedale dove gli viene diagnosticato un cancro ai polmoni in stato avanzato e quindi non operabile, con una speranza di vita di massimo due anni. Tornato a casa, non dice nulla a Skyler riguardo alla sua terribile scoperta e in seguito si licenzia dal suo lavoro all'autolavaggio insultando il suo capo. 
Walter chiama Hank e accetta la sua proposta di assistere ad un blitz dell'antidroga in un laboratorio improvvisato di metanfetamina di scarsa qualità, segnalato da un loro informatore. Nel blitz viene arrestato uno spacciatore di nome Emilio: mentre il cognato e i suoi colleghi sono dentro, Walter vede un suo ex studente, Jesse Pinkman, scappare dalla scena e capisce quindi che il ragazzo è invischiato nella vicenda. Walter rintraccia Jesse e la sera lo aspetta fuori casa sua, qui gli propone di diventare soci e produrre metanfetamina sfruttando la sua conoscenza della chimica, minacciandolo poi di riferire delle sue attività illecite se non accetterà la proposta: Jesse, messo alle strette, accetta.
Walter ruba gli strumenti e le sostanze necessarie dal laboratorio del liceo in cui insegna e incarica Jesse di acquistare un camper con i suoi pochi risparmi, che i due intendono utilizzare come laboratorio mobile. Jesse resta stupito dalla volontà e determinazione del suo vecchio professore, che quello stesso pomeriggio mostra i primi segni del suo cambiamento colpendo un ragazzo che si prendeva gioco del figlio. Walt e Jesse si recano allora nel deserto, dove nessuno potrebbe infastidirli, con il camper e qui iniziano insieme a produrre cristalli purissimi di metanfetamina. Jesse porta un campione della droga prodotta a Krazy-8, uno spacciatore cugino di Emilio, il quale nel frattempo è stato rilasciato ed è convinto che sia stato Jesse ad averlo segnalato e fatto arrestare. Krazy-8 ed Emilio, una volta notata la qualità della merce, vogliono risalire alla fonte e costringono Jesse a condurli al camper. 
Krazy-8 offre a Walter molti soldi per la droga prodotta, ma subito dopo Emilio si ricorda di averlo visto insieme alla DEA e accusa Jesse di aver fatto la spia su di lui. I due malmenano Jesse, per poi immobilizzarlo mentre il professore riesce a non farsi uccidere in cambio della ricetta. Mentre finge di mostrare come si prepara le metanfetamina, Walter versa un barattolo di fosforo rosso nell'acqua bollente accecando i due e sprigionando fosfina, un gas tossico: trattenendo il respiro, esce subito dal camper e blocca la porta schivando i colpi di pistola esplosi dall'interno dagli spacciatori, che rimangono uccisi dal gas. Subito dopo Walter si accorge che la sigaretta di Emilio ha causato un principio d'incendio ed è costretto a indossare la maschera e rientrare nel camper per scappare dal luogo, portando Jesse con sé e facendogli indossare una maschera. 
Si ritorna così alla scena iniziale. Walter tenta di suicidarsi ma la pistola ha la sicura inserita; viene allora preso dalla disperazione che tuttavia svanisce quando si accorge che i veicoli in arrivo non sono della polizia ma dei vigili del fuoco: nascondendo la pistola, li lascia proseguire. Nel frattempo Jesse riprende conoscenza e i due decidono di sistemare il camper, appropriandosi dei soldi offerti da Krazy-8. Di notte, Walter torna a casa e raggiunge Skyler in camera da letto; quando la moglie gli chiede cosa gli stia succedendo e lo prega di non lasciarla all'oscuro, Walter la bacia e, con sorpresa della moglie, inizia un intenso rapporto sessuale.
- Guest star: Max Arciniega (Krazy-8), John Koyama (Emilio Koyama).
- Altri interpreti: Steven Michael Quezada (Steven Gomez), Marius Stan (Bogdan Wolynetz), Aaron Hill (Jock), Gregory Chase (Dr. Belknap), Carmen Serano (Preside Carmen Molina), Evan Bobrick (Chad),  Roberta Marquez (Fidanzata di Chad), Christopher Dempsey (Paramedico), Allan Pacheco (Irving), Jason Byrd (Ben), Linda Speciale (Vicina sexy), Jesus Ramirez (Amico di Jock 1), Joshua S. Patton (Amico di Jock 2).
- Nota: l'episodio dura 55 minuti circa, 10 in più rispetto ai 45 degli altri episodi.

## Senza ritorno
- Titolo originale: Cat's in the Bag...
- Diretto da: Adam Bernstein
- Scritto da: Vince Gilligan

### Trama
Si ritorna al pomeriggio precedente: Walt e Jesse si fanno aiutare da un nativo americano a rimettere il camper sulla strada, inoltre concordano sul portarlo a casa di Jesse e non vedersi mai più dopo che si saranno sbarazzati dei corpi. Poco dopo però si accorgono che Krazy-8 non è morto e respira a fatica.  
Al mattino, dopo essersi svegliato sul pavimento del bagno, Walt riceve al telefono di casa la chiamata di Jesse, che gli dice di aver bisogno di aiuto dato che Krazy-8 è ancora vivo: l'atteggiamento del marito durante la chiamata insospettisce Skyler, che individua subito Jesse come autore della telefonata e rintraccia il suo indirizzo. Mentre si reca da Jesse dopo scuola, Walt incontra Krazy-8, fuggito e in stato confusionale, lo carica in macchina e lo riporta indietro. 
Walt e Jesse legano lo spacciatore ad un palo nel seminterrato e decidono di dividersi i ruoli con un sorteggio: a Walt toccherà uccidere Krazy-8, mentre Jesse dovrà dissolvere il corpo di Emilio nell'acido fluoridrico. Walt spiega a Jesse come eliminare il cadavere, ordinandogli di acquistare un contenitore di polietilene, il quale non si corrode a contatto con la sostanza.  
Walt non ha il coraggio di uccidere Krazy-8 né riesce a trovare un modo per farlo, anzi gli dà da mangiare e bere. Dopo aver promesso a Jesse di tornare il giorno dopo, Walt si reca con Skyler dal ginecologo e qui scoprono che avranno una bambina. In un momento di pausa Skyler chiede al marito chi fosse Jesse, e Walt le nasconde la verità rispondendo che ha cominciato a fumare della marijuana che acquista da Jesse, suo spacciatore, chiedendole inoltre di non stargli troppo addosso. 
Skyler va da Jesse e gli intima di non vendere più erba a Walt né di avvicinarsi a lui, menzionando anche Hank; il ragazzo sta al gioco e annuisce, quindi la donna va via. Non avendo trovato un recipiente delle giuste dimensioni, Jesse decide di sciogliere il corpo di Emilio nella sua vasca da bagno. Walter torna a casa di Jesse, che  lo informa della visita di Skyler, gli rinfaccia di non avergli detto di avere il cognato Hank nella DEA e lo sprona a fare il suo compito: subito dopo, il pavimento sotto la vasca viene completamente corroso dall'acido, sfondando il soffitto e cospargendo il pavimento sottostante di cocci della vasca e di parti del corpo di Emilio.
Nel frattempo, nel deserto una bambina indiana trova una delle maschere usate dai due durante la produzione di metanfetamina.
- Guest star: Max Arciniega (Krazy-8).
- Altri interpreti: John Koyama (Emilio Koyama), Jason Byrd (Ben), Shane Marinson (Ostetrica), Anthony Wamego (Operatore dell'escavatore).

## Conseguenze radicali
- Titolo originale: ...And the Bag's in the River
- Diretto da: Adam Bernstein
- Scritto da: Vince Gilligan

### Trama
Walt e Jesse ripuliscono disgustati il corridoio dai resti di Emilio: la scena ricorda al professore un episodio da giovane, in cui con la sua ragazza di allora discuteva degli elementi che compongono il corpo umano. 
Walt scopre che Jesse aveva raccontato a Krazy-8 informazioni su di lui e si scaglia contro il socio, che intanto ha cominciato a fumare la metanfetamina da loro cucinata. Jesse scappa via, lasciando Walt alle prese con Krazy-8. Nel frattempo Skyler, preoccupata per il marito, chiede a Marie quali sono i cambiamenti di umore che porta la marijuana, la sorella quindi sospetta che Walter Jr abbia cominciato a fumare. Marie, che si scopre essere cleptomane, chiama Hank e gli suggerisce di parlare con il nipote sulle conseguenze della droga.
Hank porta Walter Jr nei pressi di un motel frequentato da drogati e prostitute per farlo spaventare, ma il ragazzo sembra non capire. Nel frattempo, a casa di Jesse, Walt è ancora indeciso sul da farsi e inoltre viene scoperto a mentire da Skyler per il motivo della sua assenza da casa: dice alla moglie di essere all'autolavaggio ma questa è appena venuta a sapere del suo licenziamento. Mentre porta un panino al Krazy-8, viene preso da un attacco di tosse molto forte e sviene, facendo cadere il piatto che aveva in mano. 
Rinvenuto, comincia a chiacchierare con Krazy-8 e lo spacciatore promette a Walt che se lo libererà gli lascerà continuare la sua vita e a quel punto i due cominciano a parlare delle loro vite. Ammorbidito dalla conversazione, Walt si convince a lasciare andare il prigioniero e va a prendere la chiave per liberarlo. Colto da un sospetto, però, Walter controlla il secchio della cucina con i pezzi del piatto rotto in precedenza e si accorge che il ragazzo ha sottratto un pezzo appuntito mentre era svenuto, con l'intenzione di usarlo contro di lui una volta libero. Walt decide quindi di chiudere la faccenda strangolando Krazy-8 con il lucchetto da motocicletta, anche se durante la colluttazione viene ferito alla gamba proprio con il pezzo di piatto rotto.
Il mattino dopo Jesse ritorna a casa, trovandola in perfetto ordine, così come il camper; inoltre si rende conto che Krazy-8 non è più prigioniero in cantina, segno che Walt ha portato a termine il suo compito. Nel frattempo Hank e il suo collega Steve Gomez sono nel deserto, nel punto in cui Walt e Jesse erano qualche giorno prima: dalle tracce dell'incendio i due intuiscono che il luogo è stato usato per cucinare a bordo di un camper, e a riprova trovano della metanfetamina pura nell'auto lasciata lì da Krazy-8, che si scopre essere stato il loro informatore. Poco dopo, dei nativi americani portano agli agenti la maschera ritrovata dalla bambina. Walt invece torna a casa, dove in camera da letto trova la moglie alla quale si rivolge dicendo di avere una novità.
- Guest star: Max Arciniega (Krazy-8), Jessica Hecht (Gretchen Schwartz), Steven Michael Quezada (Steven Gomez), Carmen Serano (Preside Carmen Molina).
- Altri interpreti: Anna Felix (Commessa), Julia Minesci (Wendy), Daniel Serrano (Spacciatore arrestato dalla DEA).
- Non accreditati: Jason Byrd (Ben).

## Una malattia scomoda
- Titolo originale: Cancer Man
- Diretto da: Jim McKay
- Scritto da: Vince Gilligan

### Trama
L'episodio si apre con Hank Schrader che spiega agli altri agenti della DEA l'operazione per trovare lo sconosciuto produttore di metanfetamina, che si è rivelata pura al 99.1%; in più si pongono l'interrogativo riguardo alla scomparsa della loro spia Krazy-8 e della sua ignara vittima Emilio.  
Walt ha messo la moglie al corrente della sua malattia, e lei lo induce a rivelarlo anche a Walter Jr. e ai coniugi Schrader durante una grigliata in famiglia il giorno seguente. Convinto dai parenti sconvolti per la situazione, Walt decide di sentire il parere di specialisti nel settore, accontentando Skyler e Walter Jr. Jesse invece fuma la meth di Walter con i suoi amici, di conseguenza comincia ad avere le allucinazioni e va via da casa sua.
Marie trova a Walt e Skyler uno dei migliori oncologi in assoluto, i due però devono affrontare una prima spesa di 5.000 dollari: di fronte a ciò, Walt si dimostra titubante vista la loro condizione, ma decide di pagare con i soldi del suo primo "affare". Andando in banca per ritirare un assegno con cui pagare il medico, Walt si vede rubare il parcheggio da una BMW rossa e va su tutte le furie. Una volta in fila allo sportello della banca ritrova il proprietario dell'auto che è intento a parlare ad alta voce all'auricolare, infastidendo i presenti. 
Jesse decide di tornare per un po' a casa dei suoi genitori, i quali sospettano che il proprio figlio continui a fare abuso di stupefacenti e non sanno come comportarsi con lui; il ragazzo viene però a sapere dal fratellino (studente e ragazzino modello) che i genitori non fanno altro che parlare di lui. Più tardi, viene chiamato dal suo amico Combo che gli dice di avere dei clienti interessati alla sua droga. Dopo qualche tempo il ragazzo si reca a casa del suo ex professore per dargli i soldi che gli spettano e chiedergli se vuole ancora cucinare metanfetamina, visti i nuovi potenziali clienti. Walt lo guarda stupito e lo caccia via.
La visita con l'oncologo figura una situazione seria per il cancro di Walt, che però può essere ancora trattato con chemioterapia. Ciò fa crescere le speranze della famiglia, ma nonostante le loro pressioni Walt ha ancora dubbi dovuti al costo elevato delle cure, ovvero 90.000 dollari. Nel frattempo i genitori di Jesse scoprono uno spinello in casa e lo cacciano per l'ennesima volta: sulla porta però lo raggiunge il fratello minore, in realtà il vero proprietario, che lo ringrazia per non aver fatto la spia. Jesse sembra volergli restituire lo spinello, ma poi lo butta per terra e lo calpesta.
Alla fine dell'episodio, Walt, fermatosi ad una stazione di benzina, incontra di nuovo l'uomo della BMW rossa e, dando sfogo al suo lato impulsivo fino ad allora latente, senza farsi notare manda in cortocircuito la batteria del veicolo, innescando un'esplosione che brucia la macchina.
- Guest star: Tess Harper (Mrs. Pinkman), Steven Michael Quezada (Steven Gomez), Michael Bofshever (Adam Pinkman), Kyle Bornheimer (Ken).
- Altri interpreti: Ben Petry (Jake Pinkman), David House (Dr. Delcavoli), Jon Kristian Moore (Agente della DEA), Tish Miller (Cassiera della banca), Charles Baker (Skinny Pete), Rodney Rush (Combo).

## Materia grigia
- Titolo originale: Gray Matter
- Diretto da: Tricia Brock
- Scritto da: Patty Lin

### Trama
Jesse, ben vestito, fa un colloquio in un'agenzia immobiliare per un ruolo da venditore, ma qui scopre invece che il suo lavoro sarà quello di fare pubblicità in un ridicolo costume. Jesse rifiuta e all'uscita incontra un vecchio amico, Badger, anche lui tossico in riabilitazione, che svolge proprio l'umiliante ruolo di addetto alla pubblicità. Quest'ultimo propone di mettersi in società per preparare la metanfetamina: Jesse tituba, ma rendendosi conto che fa fatica a trovare un lavoro, invita l'amico a casa sua.
Skyler e Walter sono diretti ad una festa a casa di amici di università di Walter: Elliott Schwartz e sua moglie Gretchen Schwartz, l'ex ragazza di Walt. Elliott è il proprietario di una compagnia tecnologica, la Gray Matter Technologies, fondata ai tempi dell'università insieme a Gretchen e allo stesso Walter (e poi in seguito da lui abbandonata). Grazie anche al suo lavoro e alle sue ricerche, la compagnia ha in seguito portato ai suoi amici molta ricchezza e successo e Walt sembra essere amareggiato e infastidito da ciò; inoltre è imbarazzato dal confronto con altri amici ed ex colleghi, dato che hanno tutti avuto molto più successo di lui. Elliott viene a sapere da Skyler che Walter ha il cancro e gli offre un lavoro alla Gray Matter, che in questo modo gli garantirebbe un'ottima copertura sanitaria. Walt declina l'offerta e a quel punto Elliott si mette a disposizione per pagargli le cure: mosso dall'orgoglio, Walt rifiuta ancora. In seguito si scaglia contro Skyler, rea di aver riferito all'amico della sua malattia con l'obiettivo di farsi pagare le cure.
Jesse e l'amico Badger si spostano con il camper nel deserto per mettersi a produrre la metanfetamina: Jesse, responsabilizzato dall'esperienza con Walt, si rende conto che l'amico non è molto sveglio e risulta una seccatura, nonostante sia riuscito a procurarsi tante pillole necessarie alla produzione. Inoltre Jesse non riesce ad ottenere un buon risultato finale, come riusciva con Walter, e continua a buttare via tutto. Quando per l'ennesima volta getta via la droga appena preparata, l'amico si arrabbia e comincia una colluttazione tra i due. Jesse riesce a scappare con il camper, lasciando Badger in mezzo al nulla.
Skyler è molto preoccupata per Walter, che non è convinto di fare la chemioterapia e ha rifiutato l'aiuto economico dell'amico Elliott, di cui avrebbe forte bisogno. Allo scopo di convincerlo a iniziare la chemioterapia, Skyler decide di fare una riunione di famiglia con Hank e Marie (a cui ha rivelato il fatto che Walt fumi erba). La riunione non va come sperato: Hank e Marie pensano che Walt debba essere l'unico a decidere, e Walt dice che l'unica scelta rimastagli nella sua vita è come affrontare il cancro e che non ha intenzione di passare le ultime settimane di vita completamente debilitato e nauseato dalle terapie, con il solo scopo di avere un po' di tempo in più da vivere: quindi non si sottoporrà alle cure.
Il mattino seguente però Walter, rigirandosi nel letto a pensare, si convince a curarsi e lo dice alla moglie. I due, allora, vanno dallo specialista per iniziare il trattamento e Skyler dice a Walter che l'assicurazione non coprirà le spese mediche, perciò sarà necessario l'aiuto di Elliot. Più tardi, Walter è in macchina e riceve una chiamata da Gretchen, che essendo appena venuta a sapere della malattia gli chiede informazioni sul suo stato di salute e anche se il motivo che sta dietro al suo rifiuto di assistenza economica da Elliott sia dovuto alla loro vecchia relazione. Gretchen inoltre ricorda che l'azienda stessa sarebbe in parte di Walter, quindi il loro aiuto finanziario è dovuto, ma Walter la tranquillizza dicendo che non ne ha bisogno dato che l'assicurazione gli pagherà le spese mediche. Walter mente, perché oramai ha preso la sua decisione su come coprire i buchi economici della sua famiglia: parcheggia, scende dall'auto ed entra a casa di Jesse, chiedendo a quest'ultimo se ha ancora voglia di cucinare.
- Guest star: Adam Godley (Elliot Schwartz), Jessica Hecht (Gretchen Schwartz), Matt L. Jones (Badger).
- Altri interpreti: William Sterchi (Manager dell'agenzia immobiliare), Marc Mouchet (Farley), Kiira Arai Sniegowski (Cameriera alla festa), William Allen (Scienziato alla festa), Loren Haynes  (Produttore musicale),  Kyle Swimmer (Louis Corbett), Robert Arrington (Soren), Frederic Doss (Poliziotto in borghese), Juanita Trad (Tecnico medico).

## Un pugno di mosche
- Titolo originale: Crazy Handful of Nothin'
- Diretto da: Bronwen Hughes
- Scritto da: George Mastras

### Trama
Walt detta le nuove regole: lui si occuperà solo della produzione e non interferirà con Jesse riguardo alla vendita della droga, premettendo però che non ci dovranno essere altre violenze. In un flashforward, però, si vede un Walt completamente calvo che cammina in una strada piena di detriti, con in mano un sacco sporco di sangue. 
Walt inizia la chemioterapia e accusa i primi sintomi, come il vomito, e inizia a mentire alla famiglia riguardo alle sue lunghe assenze, dicendo che va a fare passeggiate. In realtà Walt si reca con Jesse nel deserto a cucinare, e qui il ragazzo scopre la malattia del suo socio e capisce che il motivo delle sue attività criminali è finalizzato a guadagnare qualcosa per i suoi cari prima della morte. Nel frattempo Hank viene a sapere che la maschera trovata nella riserva indiana proviene dal laboratorio di chimica del liceo di Walt. 
Jesse spaccia da solo la droga prodotta, vendendola in piccole quantità e guadagnando 2.600 dollari per lui e per Walt: quest'ultimo rimane scontento ed esprime la necessità di trovare un distributore per poter vendere la droga tutta insieme e produrre più velocemente. Jesse gli parla di un duro e pericoloso pezzo grosso della droga di nome Tuco, che ha preso il posto di Krazy-8: il trafficante però è irraggiungibile senza qualcuno che li presenti. Qualche giorno dopo Hank si presenta da Walt al laboratorio di scuola per fargli qualche domanda e Walt gli mostra le attrezzature; proprio mentre Hank nota la mancanza di molti strumenti, Walter riceve una chiamata da Jesse che gli dice che il suo amico Skinny Pete lo sta per presentare a Tuco, in quanto i due sono stati insieme in prigione. Hank mette al corrente Walt che qualcuno è entrato di nascosto nel laboratorio per rubare gli strumenti e produrre droga.
Jesse porta il mezzo chilo di merce a Tuco, per poi scoprire che avrà i soldi solo in seguito e non al momento della consegna: Jesse cerca di scappare con la meth ma viene fermato e poi picchiato a sangue da Tuco, finendo in coma farmacologico all'ospedale. La mattina dopo, gli agenti della DEA trovano Hugo, il bidello della scuola di Walt, in possesso di erba e lo sospettano del furto di strumenti. Walt, non avendo più notizie di Jesse, inizia a preoccuparsi, intanto è a casa con ospiti i cognati: Hank gli dice che, nonostante abbiano scoperto che il bidello non abbia rubato nulla dal laboratorio, questi aveva in casa della marijuana e di conseguenza perderà il lavoro e andrà in carcere. Mentre le due famiglie giocano a poker, Walt è visibilmente rattristato dalla notizia e si sente in colpa, anche perché Hugo era sempre altruista nei suoi confronti. In una mano capita che escono tutti tranne Walter e Hank: nel parallelismo della reale sfida tra i due, poliziotto contro criminale, Walter prende piena coscienza e rilancia tutte le fiche, Hank quindi lascia, per poi scoprire che Walter non aveva niente e stava bluffando. Ciò dimostra quindi che Walter, dietro il suo viso consumato e assente, nasconde la capacità di mentire molto bene.
Walter viene a sapere che Jesse è finito in ospedale, lo va a trovare e qui incontra Skinny Pete, al quale chiede informazioni su Tuco. Il giorno dopo, dopo essersi rasato completamente, Walter prepara una busta di fulminato di mercurio che in apparenza assomiglia molto alla metanfetamina; riesce poi a farsi ricevere da Tuco presentandosi come Heisenberg e gli chiede 50.000 dollari: 35.000 per il mezzo chilo che ha rubato e 15.000 come risarcimento per Jesse. Alla richiesta di Walter, Tuco si mette a ridere e lo minaccia, allora Walter lancia contro il pavimento uno dei cristalli di fulminato di mercurio, il quale sviluppa in un attimo un'esplosione devastante. Ripresosi dall'onda d'urto, Tuco riconosce il valore di Walter, gli dà i soldi e si mette d'accordo per due libbre (circa un chilo) di droga, che dovrà essere consegnata la settimana successiva con pagamento anticipato. Walter esce dall'edificio circondato dagli sguardi di alcuni bikers, entra in macchina e se ne va, poco prima dell'arrivo della polizia.
- Guest star: Raymond Cruz (Tuco Salamanca), Steven Michael Quezada (Steven Gomez), Carmen Serano (Preside Carmen Molina).
- Altri interpreti: Pierre Barrera (Hugo Archilleya), Charles Baker (Skinny Pete), Cesar Garcia (No-Doze), Jesus Payan (Gonzo), Vivian Nesbitt (Mrs. Pope), Judith Rane (M. Hansen), Seraphine DeYoung (Studentessa), Dennis Keiffer (Uomo alla porta di Tuco).

## Vendetta
- Titolo originale: A No-Rough-Stuff-Type Deal
- Diretto da: Tim Hunter
- Scritto da: Peter Gould

### Trama
A scuola, Walter e Skyler partecipano ad un incontro con la DEA per informare i genitori del furto di attrezzature dal laboratorio, utilizzate poi per produrre meth. Appena terminata la riunione, Walter e Skyler sfogano le loro pulsioni sessuali in auto. 
Walter va a trovare Jesse, che nel frattempo ha messo in vendita casa sua, e gli porta la sua parte dei soldi avuti da Tuco, spiegandogli anche l'impegno preso con Tuco di fornire due libbre di cristalli alla settimana per 70.000 dollari. Jesse non si dimostra contento, spiegando che non è in grado di recuperare il quantitativo di materia prima necessarie a produrre quella quantità di droga entro una settimana. Di conseguenza, i due si presentano all'appuntamento solamente con un quarto della meth pattuita: Tuco si innervosisce e paga ai soci solo per quanto ricevuto, Walter però gli chiede tutto il compenso subito per fornirgli quattro libbre di droga a settimana, equivalenti a circa due chili. A queste parole Tuco, astioso, dà i soldi in anticipo ma avverte Walter che non gli piace essere preso in giro.
Jesse è incredulo del fatto che Walter abbia proposto addirittura quattro libbre di droga a Tuco, ma Walter lo tranquillizza dicendogli che da allora in poi eviteranno il problema della pillole e utilizzeranno un altro procedimento chimico: l'amminazione riduttiva del fenilacetone. Walter convince Jesse, riluttante, a procurarsi tutta l'attrezzatura necessaria, non facile da trovare. Durante la festa organizzata per la prossima nascita della bambina, mentre Marie regala una lussuosa tiara a Skyler, Walter e Hank parlano di droga e sigari, discutendo di quanto sia arbitrario il confine tra legale e illegale. Quella sera, Walter avvisa Skyler che il weekend parteciperà ad un rito Navajo per provare la medicina alternativa.
In realtà Walter si reca da Jesse, che è riuscito a procurarsi tutto il necessario per cucinare ad eccezione dell'introvabile metilammina: il ragazzo spiega di aver trovato dei ladri per farla rubare da un deposito sorvegliato, ma di aver finito i soldi a causa delle spese per l'attrezzatura; Walter propone allora di rubarla da soli. Nel frattempo Skyler riporta la tiara in negozio per farsi restituire i soldi, scoprendo che si tratta di un oggetto rubato: capisce quindi che Marie è affetta da cleptomania e litiga con lei, che rifiuta di ammettere il misfatto. 
Walter e Jesse, dopo aver preparato un pacchetto di termite, si recano di notte al deposito di prodotto chimici: qui rinchiudono uno dei sorveglianti in bagno, sciolgono una serratura con la termite e rubano un barile di metilammina, portando a termine l'impresa. Il giorno dopo, mentre sono in partenza per il deserto, il camper va in panne e i due sono costretti a cucinare nel seminterrato della casa di Jesse: l'agente immobiliare però organizza una visita aperta a tutti, costringendo Jesse a cacciare tutti in malo modo. La consegna con Tuco riesce e i due guadagnano quasi 50.000 dollari a testa, ma il messicano pesta a sangue No-Doze, uno dei suoi scagnozzi, per aver osato parlare al posto suo: Walter e Jesse si rendono conto di quanto costui sia pericoloso.
- Guest star: Raymond Cruz (Tuco Salamanca), Carmen Serano (Preside Carmen Molina), Beth Bailey (Jodi Nichols), Geoffrey Rivas (Agente).
- Altri interpreti: David House (Dr. Delcavoli), Jesus Payan (Gonzo), Cesar Garcia (No-Doze), Mike Miller (Proprietario della gioielleria), Lorri Oliver (Genitore preoccupato 1), Kristen Loree (Genitore preoccupato 2), Dave Colon (Genitore preoccupato 3), Carrie Fleming (Potenziale acquirente della casa 1), Matthew Page (Billy), Jacob Mulliken (Potenziale acquirente della casa 2), Charles Dowdy (Mr. Wilson).